# Penedono
Penedono (pɨnɨ'donu) è un comune portoghese di 3 445 abitanti situato nel distretto di Viseu.

## Società

### Evoluzione demografica
| Popolazione di Penedono (1801 – 2004) | Popolazione di Penedono (1801 – 2004) | Popolazione di Penedono (1801 – 2004) | Popolazione di Penedono (1801 – 2004) | Popolazione di Penedono (1801 – 2004) | Popolazione di Penedono (1801 – 2004) | Popolazione di Penedono (1801 – 2004) | Popolazione di Penedono (1801 – 2004) | Popolazione di Penedono (1801 – 2004) | Popolazione di Penedono (1801 – 2004) |
| ------------------------------------- | ------------------------------------- | ------------------------------------- | ------------------------------------- | ------------------------------------- | ------------------------------------- | ------------------------------------- | ------------------------------------- | ------------------------------------- | ------------------------------------- |
| 1801                                  | 1849                                  | 1900                                  | 1930                                  | 1960                                  | 1981                                  | 1991                                  | 2001                                  | 2004                                  | 2006                                  |
| 3672                                  | 5226                                  | 6876                                  | 6050                                  | 6792                                  | 4189                                  | 3731                                  | 3445                                  | 3378                                  | 3346                                  |

## Freguesias
- Antas e Ourozinho
- Beselga
- Castainço
- Penedono e Granja
- Penela da Beira
- Póvoa de Penela
- Souto